# William Derek Clayton
William Derek Clayton  (24 de julio de 1926-8 de septiembre de 2023) fue un botánico y destacado agrostólogo inglés.

## Biografía
Desarrolló su carrera científica como taxónomo del Real Jardín Botánico de Kew, estando al frente del desarrollo de la World Grass Flora y la Lista Mundial de Monocotiledóneas.

## Algunas publicaciones
- m.d. Dassanayake, f. raymond Fosberg, william derek Clayton. 1995. A Revised Handbook to the Flora of Ceylon, vol. 9. Ed. Amerind Pub. for the Smithsonian Institution and the National Sci. Found. 482 pp.

- william derek Clayton. 1982. Gramineae, Flora of tropical East Africa 2 (9). Ed. Minister for Overseas Development by the Crown Agents for Oversea Gov. & Administr. 470 pp.

- --------------------. 1975. Chorology of the Genera of Gramineae. Reimpreso, 22 pp.

## Honores

### Epónimos
Género
- (Poaceae) Arundoclaytonia Davidse & R.P.Ellis 1987[3]

Especies
- (Orchidaceae) Stichorkis claytoniana Marg.[4]
- La abreviatura «Clayton» se emplea para indicar a William Derek Clayton como autoridad en la descripción y clasificación científica de los vegetales.[5]